# Lichenophanes oberthuri
Lichenophanes oberthuri är en skalbaggsart som beskrevs av Pierre Lesne 1899. Lichenophanes oberthuri ingår i släktet Lichenophanes och familjen kapuschongbaggar. Inga underarter finns listade i Catalogue of Life.